# Kobus anselli
Kobus anselli, conhecido popularmente como cobo-de-upemba, é uma espécie de antílope da família Bovidae. Endêmica da República Democrática do Congo, pode ser encontrada apenas na região da depressão de Upemba, na província de Katanga. Descrita como uma espécie distinta por Cotterill após a análise de 35 espécimes depositados em museus entre 1926 e 1947-48. A União Internacional para a Conservação da Natureza e dos Recursos Naturais considera provisoriamente o táxon anselli como subespécie do Kobus leche.